# Hoplistomerus zelimina
Hoplistomerus zelimina är en tvåvingeart som beskrevs av Speiser 1910. Hoplistomerus zelimina ingår i släktet Hoplistomerus och familjen rovflugor.
Artens utbredningsområde är Tanzania. Inga underarter finns listade i Catalogue of Life.